# Johann Gottlieb Kotte
Pour les articles homonymes, voir Kotte.
Johann Gottlieb Kotte, ou J. G. Cotte, né le 29 septembre 1797 à Rathmannsdorf et décédé le 3 février 1857 à Dresde, est un clarinettiste classique et musicien de chambre royal saxon (royaume de Saxe).

## Biographie
Johann Gottlieb Kotte est né le 29 septembre 1797 à Rathmannsdorf près de Bad Schandau. Il a reçu sa première formation musicale de la part du clarinettiste et copiste Johann Gottlieb Lauterbach (1780-1860). Le besoin de perfection artistique du jeune musicien est si grand qu'il passe deux ans à Stolpen avec le musicien Böhme à partir de 1813 puis il part à Dresde pour profiter de l'enseignement tant attendu de Lauterbach jusqu'en 1817. 
À l'automne 1817, à l'âge de vingt ans seulement, Johann Gottlieb Kotte est employé comme deuxième clarinette avec son professeur en tant que soliste à l'orchestre de l'opéra de la cour. Il devient soliste de l'orchestre lors du nouvel an 1819 et il y jouait toujours en 1849. En 1823, il devient musicien de chambre dans l'orchestre de la cour royale de Dresde. Encouragé par l'amitié de Carl Maria von Weber et plus tard par celle de Carl Gottlieb Reißiger, il a atteint le plus haut niveau de son art. Le virtuose convainc son public avec une belle sonorité de la  « vieille école » conservant le vrai caractère de l'instrument avec un son plein, tendre et rond, une interprétation expressive et de bon goût et une technique parfaitement développée sur le plan musical. Il a joué sous la direction de Weber, Reissiger et Richard Wagner à l'orchestre de la cour.
Kotte était un bon ami des Baermann, en particulier de Carl, dont il aimait jouer les compositions. 
Kotte est le dédicataire de plusieurs pièces, notamment de son ami Reissiger: Concertino op. 63, Fantasie op. 146, Second  Fantasie op.180 et Adagio und Rondo alla  polacca op. 214 et aussi le Concertino  op. 9 de Carl Böhmer (de). Kotte a joué la première du Grand duo de Weber à Dresde au printemps 1824, semblable au Duo brillant op. 130 de Reissiger qui lui avait été dédicacé,.
Il est également connu pour avoir joué à de nombreuses reprises les pièces du violoncelliste Friedrich August Kummer (1797-1879); en 1838, il joue son Concerto pour deux clarinettes avec Friedrich Wilhelm Lauterbach, le fils de Johann Gottlieb Lauterbach. 
Le 2 janvier 1840, Johann Gottlieb Kotte devient membre de la loge  « Zum goldenen Apfel », où il est également actif en tant que frère de musique de 1845 à 1848.
En février 1849, Robert Schumann écrit les FantasieStücke op. 73 pour clarinette en la et piano en deux jours. Quelques jours plus tard, elles sont créées en privé par Clara Schumann et Johann Gottlieb Kotte. 
Il est un professeur de clarinette renommé au conservatoire de Dresde où il forme de nombreux élèves comme Johann Gotthelf Forckert (? -1874), et Hermann Kötzschau (musicien de chambre à la cour de Dresde de 1857 à 1890). 
Le clarinettiste, dont la renommée a dépassé les frontières de la Saxe grâce à de nombreuses tournées de concerts, meurt le 3 février 1857 et est enterré trois jours plus tard dans l'aile A rangée 22.15 dans le cimetière Elias (de) à Dresde.
Johann Gottlieb Kotte jouait très probablement d'une clarinette à treize clés semblable à celle développée par Iwan Müller. Étant ami avec Heinrich et Carl Baermann, il connaissait également les instruments dont ils jouaient.  Hermstedt jouait sur une clarinette à treize clés. La musique solo écrite pour lui exigeait l'utilisation d'un instrument plus complexe que la clarinette à six clés. Les facteurs de clarinette allemands les plus connus à cette époque étaient les Grenser et Grundmann de Dresde, Gehring d'Adorf et Reidel.